# カレドン湾危機
カレドン湾危機（カレドンわんきき、 Caledon Bay crisis）は、1932年から1934年にかけてオーストラリアのノーザンテリトリー（北部準州）のカレドン湾周辺で、一連の殺害行為が発生した状況を指す表現。この一連の事件は、オーストラリア先住民とそれ以外のオーストラリア人たちとの関係を転換させる契機となったと、一般的に見なされている。

## 発端：日本人ナマコ漁師たちの殺害
一連の事件が起こる以前の1920年代当時から、オーストラリア北部の海域には日本人漁師たちが進出しており、オーストラリアの経営者の下で船などを与えられて、真珠貝、ナマコ、フカヒレなどを求めて、漁を行なっていた。これに伴い、アボリジニによる日本人漁師の殺害事件も数件発生していた。
1932年9月17日、アーネムランドの北東海岸に位置するカレドン湾で、6人の日本人漁師たちと8人のアボリジニたちが乗り組んだ2隻の漁船が、ナマコ漁をしていたところ、彼らが地元のアボリジニの女性をジロジロ見ていたとして、それをやめさせようと長老が出向いてきた。これを、何らかの贈り物をたかりにきたと誤認した日本人が、発砲して追い返そうとしてトラブルが生じ、結果的に日本人漁師5人が殺害され、漁船に乗っていた残るひとりの日本人漁師とアボリジニ8人は、その場を逃れて数週間後に保護され、事件は近くで漁をしながら様子を見ていた目撃者フレッド・グレイ (Fred Grey) によってダーウィンに通報された。
殺害された5人は、いずれも和歌山県出身の君島典蔵、柴崎菊松、東由太郎、田中保一と、鹿児島県出身の稲盛庄助で、後にダーウィンのガーデンズ墓地 (Gardens Cemetery) に「ナマコ採集者遭難記念碑」が建立された。逃げ延びた唯一の日本人は、沖縄県出身の金城安太郎であった。

## 続くアボリジニによる殺害
日本人ナマコ漁師たちの殺害事件とは別に、ウーダー島では、フェイガン (Fagan) とトレイナー (Traynor) という、2人の白人の男たちが殺害された。これら一連の事件の捜査に当たっていた警察官アルバート・マッコール巡査 (Constable Albert McColl) も、その後、ヨルング族に殺害された。マッコールは、ひとりのヨルング族の女性に手錠をかけて誘導させ、犯人と目されたダッキアー（Dhakiyarr：タッキアー (Tucklar)、タキアラ (Takiara) とも）を捉えようとしたが、その女性がダッキアーの宿営地だと言ったところまで彼女に先導させて赴く途中で、槍で心臓を貫かれ殺害された。
これら一連の殺害事件は、ノーザンテリトリーの州都ダーウィンにパニックを引き起こし、当時この地域において人口の上でも優勢であったアボリジニたちが反乱をする事態に至るのではないかという恐怖が広まった。警察からは、「黒人たちに教訓を学ばせる (teach the blacks a lesson)」ための懲罰遠征が提案された。これに先立つ1928年にノーザンテリトリーで行われた同種の「懲罰遠征」では、コニストンの虐殺において、110人ものアボリジニの男性、女性、子どもたちが殺害されていた。

## ダッキアーの出頭と裁判
多くの人々が、さらに殺人が起こるのではないかと恐怖する中、英国聖公会宣教協会 (CMS) の一行がアーネムランドに赴いて説得にあたり、ダッキアーと、ヨルング族の長老ウォング (Wonggu) の3人の息子たちを、裁判を受けさせるためにダーウィンに連れ帰った。別の説では、CMSではなく、グレイが組織した調査団が説得に成功したともいう。ダーウィンでは、ダッキアーに絞首刑、残りの3人に20年の重労働が宣告されるという、宣教師たちを恐れさせる事態が起きた。オーストラリア高等裁判所における控訴審では、ダッキアーの一審判決は取り消され、監獄から釈放されたが、すぐさま行方不明となった。彼は警察に殺されたのだ、と示唆する噂が広まった。

## 人類学者トムソンの現地調査の功績
この結果もたらされた危機により、さらなる流血の事態が生じるのではないかという恐れが広まった。この状況を鎮めるため、若い人類学者ドナルド・トムソンが、紛争の原因を解明すべく派遣された。トムソンは、多くの人々が自殺行為だと考えたこの使命をもってアーネムランドに赴き、当地の住民たちのことを知り、深く理解した。7か月にわたって調査にあたった後、彼は連邦政府を説得して、殺人の罪に問われていた3人を1936年に解放して、故郷に帰還させることに成功したが、さらに合わせて1年以上住民たちとともに生活し、その文化についての記録を残した。
ヨルング族との強い絆を作ったトムソンは、1941年に陸軍を説得して、ヨルング族の男性たちからなる特別偵察隊の編成を実現し、ウォング の息子たちも参加した。ノーザン・テリトリー特別偵察隊として知られるようになったこの部隊は、オーストラリア大陸の北部海岸線への日本軍の攻撃を撃退する一助とされた。
歴史家ヘンリー・レイノルズは、カレドン湾危機について、「アボリジニとヨーロッパ人の関係史における決定的な出来事であった。高等裁判所はフロンティアにおける正義のありようを非難し、「懲罰遠征」がヨルング族の土地を襲撃することはなく、オーストラリア先住民の処遇に新たな撒き直しを求める世論はかつて前例がないほど盛り上がった。」と述べている。